# Libuše Paserová
Libuše Paserová-Pavlíková (8. dubna 1900, Tábor – 11. března 1984, Milán, Itálie) byla česká operní pěvkyně, propagátorka české hudby v zahraničí.

## Život
Libuše Paserová byla mladší dcerou známého táborského lékaře a vlastence MUDr. Josefa Pavlíka, absolvovala dívčí gymnázium Minerva v Praze (stejně jako její sestra Milada. Ze zpěvem začala již jako velmi mladá veřejně vystupovat v rodném městě; studovala zpěv v Praze a v roce 1920 v Miláně. Nadaná sopranistka nastoupila rychlou kariéru, zpívala v zahraničí (Itálie, Egypt, Jižní Amerika). Jako první česká pěvkyně získala v roce 1929 angažmá na scéně La Scala v Miláně. Provdala se za italského pěvce T. Pasera a zůstala nastálo v Miláně.
Celý svůj život v zahraničí propagovala českou hudbu (např. v roce 1935 diváci v Miláně slyšeli „Prodanou nevěstu“), pomáhala českým hudebníkům v zahraničí a podporovala je.